# Jucinara Thaís Soares Paz
Jucinara Thaís Soares Paz (Porto Alegre, 1993. augusztus 3. –) brazil női válogatott labdarúgó. A spanyol bajnokságban érdekelt Levante játékosa.

## Pályafutása

### Klubcsapatban
2017. augusztus 29-én Európába, a spanyol Atlético Madrid csapatához szerződött.

## Sikerei, díjai

### Klubcsapatokban
Brazil bajnok (1):
- Centro Olímpico (1): 2013

 Spanyol bajnok (1):
- Atlético Madrid (1): 2017–18